# 契維語
契維語（Twi，發音為： 'chwee' [tɕʷi]，又譯特威語和多威語）是一種在西非加納通行的語言，使用人口約830萬人。  它是阿坎语族的一種方言，屬於尼日尔-剛果語系大西洋-剛果语族沃尔特-刚果语支的库阿語支。嚴格來說，契維語亦只是一個語言集合的名稱，因為它其實包括了兩種同樣叫作「契維語」的阿坎语方言，分別為：阿散蒂契維語及阿庫阿卞契維語，他們與方提方言共同組成了阿坎语。這三種語言間都能夠互相溝通。
契維語主要在阿散蒂地区通行，另外亦有在加納的布朗阿哈福地区、中部地区、东部地区、西部地区及沃尔特地区的部份地方通行。

## 語音系統
像所有的阿坎語方言一樣， 契維語含有延伸性的顎音化, 元音和谐律，以及聲調台階。 

### 子音
前元音之前，所有契維語輔音都硬顎音化，且塞音變為某種程度的塞擦音。/n/的同位異音是相當複雜的。在下列表中，於元音/i/情形下硬腭化同位異音被特別定義出來、不過是要在多於較小的語音硬腭化情形下來訂定的。
在阿散蒂契維語中，/ɡu/跟在元音之後要發/ɡʷ/音，不過阿肯人仍然保有/ɡu/音。為方便[tɕʷ], [dʑʷ], [çʷi], [ɲʷ]的語音記號轉換、將會使用更精密的唇硬腭音化的[tɕᶣ], [dʑᶣ], [çᶣ], [ɲᶣ]語音記號來標出，因為他們同時為唇音化及硬顎音化。/nh/語音序列須發[ŋŋ̊]音。
下表中各項的內容分別以下列記號表示：/音素/、[音位]，及<拼法>。留意<dw>這個拼寫會產生歧義：在一般教科書裡，當<dw> 發/g/時，會加上下點標記作記認，以與d̩w分辨；同樣地，<nw>被訂定為專門代表n̩w，而腭化了的[ɲʷĩ]則拼作<nu>。
|        | 雙唇音 | 雙唇音 | 雙唇音 | 齒齦音 | 齒齦音        | 齒齦音          | 舌面音 | 舌面音             | 舌面音       | 圓唇音 | 圓唇音     | 圓唇音    |
| 清塞音 | /p/    | [pʰ]   | <p>    | /t/    | [tʰ, tçi]     | <t, ti>         | /k/    | [kʰ, tɕʰi~cçʰi]    | <k, kyi>     | /kʷ/   | [kʷ, tɕʷi] | <kw, twi> |
| 濁塞音 | /b/    | [b]    | '''    | /d/    | [d]           | <d>             | /g/    | [g, "dʒ", dʑi~ɟʝi] | <g, dw, gyi> | /gʷ/   | [gʷ, dʑʷi] | <gw, dwi> |
| 擦 音  | /f/    | [f]    | <f>    | /s/    | [s]           | <s>             | /h/    | [h, çi]            | <h, hyi>     | /hʷ/   | [hʷ, çʷi]  | <hw, hwi> |
| 鼻 音  | /m/    | [m]    | <m>    | /n/    | [n, ŋ, ɲ, ɲĩ] | <n, ngi>        |        |                    |              | /nʷ/   | [ŋŋʷ, ɲʷĩ] | <nw, nu>  |
| 長鼻音 |        |        |        | /nn/   | [ŋː, ɲːĩ]     | <ng, nyi, nnyi> |        |                    |              | /nnʷ/  | [ɲɲʷĩ]     | <nw>      |
| 其 他  |        |        |        | /r/    | [ɾ, r, ɽ]     | <r>             |        |                    |              | /w/    | [w, ɥi]    | <w, wi>   |

### 元音
契維語有很豐富的元音系統，合共有15個不同的元音。這15個元音包括有5個緊元音、5個鬆元音及5個鼻化元音，不單有鬆緊元音對立現象，亦有基於鬆緊元音的ATR元音和諧法則。
下表是契維語當中，每個母音字母的+ATR發音和-ATR發音：
| 書寫法 | +ATR    | −ATR      |
| ------ | ------- | --------- |
| i      | /i̘/ [i] |           |
| e      | /e̘/ [e] | /i/ [ɪ~e] |
| ɛ      |         | /e/ [ɛ]   |
| a      | /a̘/ [æ] | /a/ [ɑ]   |
| ɔ      |         | /o/ [ɔ]   |
| o      | /o̘/ [o] | /u/ [ʊ~o] |
| u      | /u̘/ [u] |           |

#### ATR和諧
契維語的元音有和舌根位置相關的元音和諧，其規則如下：
1. 若後面接著非中央+ATR系的母音/i̘ a̘ u̘/的話，−ATR系的母音會變成+ATR系的母音。這部份的和諧經常在書寫方面表現屋來，也就是說，在書寫上，e ɛ a ɔ o這幾個字母會分別變成i e a o u；不過，這種書寫法已經不在表示主詞和所有格的代詞中出現了。
2. 在−ATR系的非高母音/e a o/之後的話，+ATR的中元音/e̘ o̘/會分別變成−ATR的高元音/i u/。這個部份的母音和諧不在書寫當中呈現，也就是這兩組母音分別拼寫為<e o>，同時在許多的方言當中，因為這兩組母音已經融合為一了，因此並不套用這個規則。

一般而言，在碰到兩者皆可的狀況時，規則1比規則2優先使用。

### 聲調
契維語有三個聲調：高 (/H/)、中 (/M/)及低 (/L/)。音節的開首只能用高調或低調。不過，它的聲調機制與東亞諸語的聲調機制完全不同。

#### 聲調台階
雖然契維語有三個聲調，但這三個聲調的音高其實亦視乎環境而有所變化。一般來說，聲調的聲調台階普遍都是持續向下的。
- /H/調會保持與前一個/H/調或/M/同一音高，但/M/調會比前一個音低一點。所以，讀起來時，/HH/和/MH/都會發出一個平穩的音高，但/HM/和/MM/卻會發出一個下降的音高。當/H/調在/L/調之後，/H/調依然要繼續下調音高。
- /L/為內定的聲調，在一些情形下諸如重覆前綴的結構下/L/語音會浮現出來。它總是出現在說話者的聲調範圍底部，除了在/HLH/序列上，在此語音序列上它的聲調會往上提升、但是最後的/H/語音仍然維持著低聲調。因此/HMH/和/HLH/會發不同的音調不過是非常相似的聲調。
- 在一個句子第一個"顯著的"音節之後，經常為第一個高聲調，存有一個音位降階。這個音節是經常讀重音的。

### 引用
1. ↑  . 中国大百科全书第三版网络版.   [2023-06-16]. （原始内容存档于2023-06-16） （中文（简体））.
2. ↑  Ethnologue report for language code: aka （页面存档备份，存于）

## 外部連結
- Twi Word of the Day and Articles （页面存档备份，存于）
- Twi Language Resources
- USA Foreign Service Institute Twi basic course （页面存档备份，存于）
- Twi Poem （页面存档备份，存于）
- Watch Twi Music Videos （页面存档备份，存于）
- Prayer in Twi used by Ghanaians of the Baha'i Faith